# Gerard Meijer (Feyenoord)
Gerard Meijer (Rotterdam, 12 augustus 1935) is een Nederlands voormalig verzorger, fysiotherapeut en masseur. Tussen 1959 en 2009 was hij in dienst van voetbalclub Feyenoord. 

## Loopbaan
In zijn jeugd speelde Gerard Meijer voetbal voor Sparta. Hij volgde als verzorger zijn vader Teun Meijer op, die werkzaam was geweest bij onder meer Sparta, Excelsior, Hermes DVS en voor boksers als Bep van Klaveren, Luc van Dam en Jan de Bruin via de sportschool van Theo Huizenaar. Ook zijn broer John werd verzorger, onder meer bij Excelsior. Gerard Meijer ging zijn vader assisteren bij de sportschool en Bob Janse bij Excelsior en was zelf verzorger bij de honkballers van Sparta. Hij kwam in augustus 1959 in dienst bij Feyenoord waar hij in zijn tweede wedstrijd als verzorger zijn vader bij de tegenstander trof bij Excelsior - Feyenoord. Een paar dagen eerder had Meijer op 11 augustus in De Kuip zijn debuut gemaakt als verzorger tegen NK Lokomotiva Zagreb. In 1968 werd de medische staf uitgebreid met clubarts Max Arbarbanel. In deze verdeling verzorgde Meijer de fysiotherapie, heilgymnastiek en massage en diende ook als degene die het dichtst bij de spelers stond.
Meijer kreeg in 2019, toen Feyenoord wederom in Tbilisi moest spelen, een gouden speld van de Georgische voetbalbond omdat hij tijdens de uitwedstrijd in de Europacup II op 8 april 1981 tegen Dinamo Tbilisi het oog van een tegenstander wist te redden.
Tijdens en na zijn loopbaan is Meijer enkele malen beschuldigd van het toedienen van doping aan Feijenoord-spelers. Dat gebeurde in 1985 tijdens een tuchtzaak voor de KNVB (door Clemens Westerhof en Richard Budding), en in november 2010 door Jan Peters in het Algemeen Dagblad.
Hij staat onder de supporters van Feyenoord bekend als een groot clubicoon. In 2008, tijdens het honderdjarig bestaan van Feyenoord, kreeg Gerard Meijer na een stemming onder Feyenoordsupporters 'Legioenpas nummer 1'. Hij versloeg daarmee onder anderen clubiconen als Coen Moulijn en Willem van Hanegem. In de praktijk komt het erop neer dat Gerard Meijer door de supporters is verkozen tot grootste Feyenoorder van de eeuw.
In augustus 2004 werd hij op de middenstip van Stadion Feijenoord gehuldigd vanwege zijn 45-jarige dienstverband bij de club. Uit handen van ex-voorzitter Gerard Kerkum, als speler ooit een van Meijers eerste "slachtoffers", ontving hij een bos bloemen. Ook werden er bloemen gegeven door Patrick Paauwe, die daarmee de waardering van de spelersgroep van dat moment overbracht.
Meijer was voor de Feyenoorders behalve masseur bijna een halve eeuw een belangrijk klankbord. 
Als Meijer het veld op sprintte om een speler met een blessure bij te staan, werd hij steevast toegezongen door Het Legioen, de harde supporterskern.
Op 19 juli 2008, de dag van het 100-jarig bestaan van Feyenoord, heeft Gerard Meijer de titel "Ambassadeur voor het leven" van de Stadionclub gekregen. Het seizoen 2008-2009 was het laatste seizoen van Gerard Meijer als verzorger van het eerste elftal van Feyenoord. Met ingang van het seizoen 2009-2010 volgde Fred Zwang hem op.
Op 10 mei 2009 werd afscheid genomen van Gerard Meijer na afloop van het laatste competitieduel tegen Roda JC. Hij werd opgehaald met de helikopter en uit het stadion gevlogen. Lee Towers zong het lied "You'll Never Walk Alone". Eerder had het TIFO-team van Feyenoord al een sfeeractie ter ere van Gerard Meijer georganiseerd. Meijer werd daarna clubambassadeur van Feyenoord.
Op 1 april 2009 werd via hyves een actie gestart om het plein voor het nieuwe Feijenoord stadion naar Gerard Meijer te laten vernoemen. Ondanks dat de wethouder niet wegliep met het voorstel en de straatnamencommissie in eerste instantie te kennen gaf dat het niet mogelijk is een straat te vernoemen naar een levend persoon anders dan van het koninklijk huis, is het door massale steun van de mensen in het land, de pers en de Rotterdamse politiek toch zover gekomen dat de commissie akkoord is gegaan met het voorstel. Een dag later, op 14 mei 2009, heeft de gemeenteraad een voorstel van de PvdA aangenomen om de deelgemeente IJsselmonde te vragen het plein van het nieuwe stadion van Feyenoord naar Gerard Meijer te vernoemen. Dit zal moeten gebeuren wanneer de juiste plek voor het plein is bepaald. 
Via dezelfde hyves is direct na de actie voor een Gerard Meijerplein de aanvraag gestart voor een koninklijke onderscheiding voor Gerard Meijer. Deze aanvraag is gehonoreerd en op 29 april 2010 werd Gerard Meijer Lid in de Orde van Oranje-Nassau.